# Roue d'Or de Berlin
Cet article traite des anciennes courses de cyclisme sur piste, de demi-fond réservés aux professionnels, dénommées Roue d'Or  qui se sont courues à Berlin et sa région.
Il y a plusieurs vélodromes disparus à Berlin : Friedenau, Stiglitz, Zehlendorf et l'Olympiabahn qui avaient chacun leur Roue d'Or : Roue d'Or de Friedenau (en allemand : Goldene Rad von Friedenau) crée en 1898, Roue d'Or de Steglitz (Goldene Rad von Steglitz) de 1905 à 1910. La Roue d'or de Berlin se tient aussi à Treptow, puis à la Deutschlandhalle.
On distingue souvent la Grande Roue d'Or  généralement sur 100 km et la Petite Roue d'Or sur 1 heure.
La dotation en 1900 est  au 1er une médaille d’or d’une valeur de 500 marks et 2,000 marks en espèces; au 2e, 1,200 marks; au 3e, 800; au 4e, 500; au 5e, 250 marks.

## Palmarès

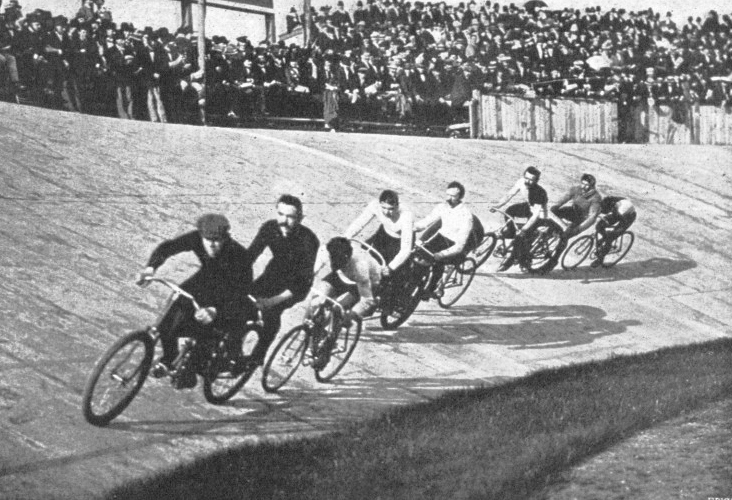
Edition 1900, à Friedenau. De gauche à droite : Émile Bouhours, Alfred Köcher, Édouard Taylor

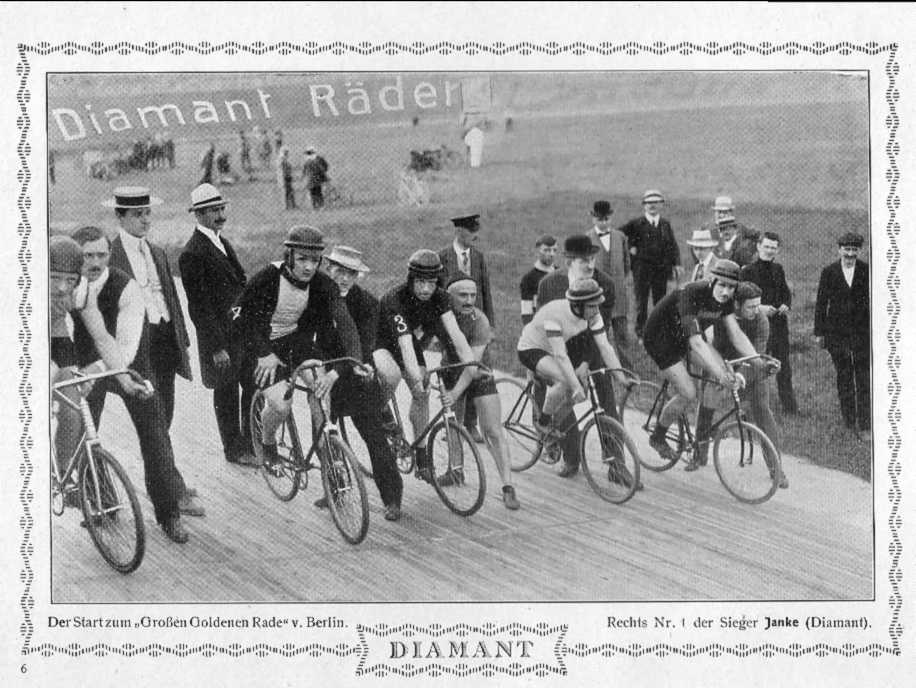
Edition 1913, à Stiglitz, Grossen Goldenen Rad von Berlin

| Année            | Vainqueur             | Deuxième               | Troisième              | Vélodrome        | Commentaires                        |
| 1898             | Émile Bouhours        | Arthur Adalbert Chase  | Alfred Köcher          | Friedenau        | 100 km - 2h 8m 11s 4/5              |
| 1899             | Albert Edward Walters | Émile Bouhours         | Thaddäus Robl          | Friedenau        | 100 km                              |
| 1900             | Édouard Taylor        | Albert Edward Walters  | Émile Bouhours         | Friedenau        | 1 heure                             |
| 1901             | Émile Bouhours        | Thaddäus Robl          | Tom Linton             | Friedenau        | 100 km en 1h 44 m 54 s 4/5          |
| 1902             | Thaddäus Robl         | Piet Dickentman        | Fritz Ryser            | Friedenau        |                                     |
| 1903             | Thaddäus Robl         | Alfred Görnemann       | Jimmy Michael          | Friedenau        | Grande Roue - 1h 27m 48s 2/5        |
| 1903             | Henri Cornet          | Bruno Demke            | Karl Käser             | Friedenau        | Petite Roue                         |
| 1904             | Thaddäus Robl         | Piet Dickentman        | Bruno Salzmann         | Friedenau        | Grande Roue - 1h 25m 47s 3/5        |
| 1904             | Bruno Demke           | Karl Käser             | Hermann Przyrembel     | Friedenau        | Petite Roue                         |
| 1905             | Louis Darragon        | Thaddäus Robl          | Schulze[Lequel ?]      | Zehlendorf       |                                     |
| 1905 (Septembre) | Thaddäus Robl         | Bruno Demke            | Peter Günther          | Steglitz         | 100 km — 1h 12m 24s                 |
| 1905             | —                     | Albert Schipke         | —                      | Steglitz         | Petite Roue                         |
| 1906 (20 mai)    | Louis Darragon        | Yvan Goor              | Albert Schipke         | Steglitz         | Petite Roue                         |
| 1906 (20 mai)    | Thaddäus Robl         | Paul Guignard          | Anton Huber (de)       | Zehlendorf       | Roue d'Or en 1 heure                |
| 1906 (24 mai)    | Piet Dickentman       | Paul Guignard          | Nat Butler             | Zehlendorf       | Grande Roue - 100 km 1h 10m 44s     |
| 1907 (5 mai)     | Paul Guignard         | Bruno Demke            | Piet Dickentman        | Steglitz         | Grande Roue -1h 12m 16s             |
| 1907             | Hermann Przyrembel    | Albert Schipke         | Fritz Ryser            | Steglitz         | Petite Roue                         |
| 1908 (18 mai)    | Paul Guignard         | Thaddäus Robl          | Yvan Goor              |                  | Grande Roue - 1h 20m 20s            |
| 1908 (17 mai)    | Fritz Theile          | Bruno Salzmann         | Hermann Przyrembel     | Steglitz         | Petite Roue                         |
| 1908 (21 juin)   | Fritz Theile          | Paul Guignard          | Albert Schipke         | Steglitz         | 100 km derrière moto - 1h 14m 10s   |
| 1909             | Paul Guignard         | —                      | —                      | Zehlendorf       |                                     |
| 1909             | Hermann Przyrembel    | Peter Günther          | Kurt Rosenlöcher       | Treptow          | 100 km                              |
| 1909             | Paul Guignard         | Fritz Theile           | Georges Parent         | Jardin Botanique | 100 km                              |
| 1909             | Karel Verbist         | —                      | —                      | Steglitz         |                                     |
| 1910             | —                     | —                      | —                      | —                |                                     |
| 1911             | Fritz Theile          | Tommy Hall             | Fritz Ryser            | Zehlendorf       | Finale sur 50 km                    |
| 1911             | Gustav Janke          | Peter Günther          | Richard Scheuermann    | Olympia          | Grande Roue d'Or - 100 km           |
| 1911             | Gustav Janke          | Robert Walthour Senior | Peter Günther          | -                | Grande Roue d'Or de Berlin - 100 km |
| 1912             | Tommy Hall            | Gnilka                 | Hans Lange             | Olympia          | Petite Roue d'Or                    |
| 1912             | Gustav Janke          | Georges Sérès          | Robert Walthour Senior | Olympia          | Grande Roue d'or                    |
| 1913             | Gustav Janke          | Arthur Stellbrink      | Jules Miquel           | Treptow          | 50 km                               |
| 1913             | Paul Guignard         | Léon Vanderstuyft      | Arthur Stellbrink      | Olympia          | 100 km                              |
| 1914,            | Jules Miquel          | Arthur Stellbrink      | Bruno Demke            | Treptow          |                                     |
| 1914             | Karl Saldow           | Paul Nettelbeck        | Gustav Janke           | Olympia          | Grande Roue - 100 km -1h 15m 57     |
| 1914             | Zimmermann            | Albert Schipke         | Tommy Hall             | Olympia          | Petite Roue - 50 km                 |
|                  | —                     | —                      | —                      | —                |                                     |
| 1916             | Fritz Bauer           | —                      | —                      | Treptow          |                                     |
| 1917             | Fritz Bauer           | —                      | —                      | Treptow          |                                     |
| 1918             | Fritz Bauer           | —                      | —                      | Treptow          |                                     |
| 1919             | Fritz Bauer           | —                      | —                      | Treptow          |                                     |
| 1920             | Emil Lewanow          | Willy Appelhans        | Franz Krupkat          | Olympia          | 2X50 km                             |
| 1921             | Walter Sawall         | Jean Rosellen          | Arthur Stellbrink      | Olympia          | interrompue au 30e km               |
| 1922             | Jean Weiss            | Arthur Stellbrink      | Emil Lewanow           | Treptow          | 1 heure                             |
| 1922             | Jean Weiss            | Fritz Bauer            | Franz Krupkat          | Olympia          | Grande Roue - 100 km                |
| 1922             | Hoffmann              | Fritz Schrefeld        | Schörborn              | Olympia          | Petite Roue - 50 km                 |
| 1923             | Jean Weiss            | Emil Lewanow           | Fritz Bauer            | Treptow          | Grande Roue d'Or - 1h               |
| 1924             | Walter Sawall         | Jean Weiss             | Storm                  | Olympia          | 100 km                              |
| 1925             | Teun Vermeer          | Max Dobe               | Arno Erxleben          | Treptow          | Petite Roue d'Or                    |
| 1925             | Jules Miquel          | Walter Sawall          | Émile Aerts            | Treptow          | Grande Roue - 1 heure               |
| 1926             | Walter Sawall         | Jules Miquel           | Franz Krupkat          | Treptow          | 1 heure                             |
| 1926             | Walter Sawall         | Erich Möller           | Karl Wittig            | Olympia          | 100 km                              |
| 1927             | Victor Linart         | Walter Sawall          | Müller                 | Olympia          | 100 km                              |
| 1927             | Teun Vermeer          | —                      | —                      | Treptow          |                                     |
| 1928             | Walter Sawall         | Henri Sausin           | Snoeck                 | Olympia          | 100 km                              |
| 1929             | —                     | —                      | —                      | —                |                                     |
| 1930             | Paul Krewer           | Erich Möller           | François Urago         | Olympia          | 100 km                              |
| 1931             | —                     | —                      | —                      | —                |                                     |
| 1932             | —                     | Charles Lacquehay      | —                      | —                |                                     |
| 1933             | Charles Lacquehay     | —                      | —                      | —                |                                     |
| 1934             | —                     | —                      | —                      | —                |                                     |
| 1935             | —                     | —                      | Charles Lacquehay      | —                |                                     |
| 1936             | —                     | —                      | Georg Stach            | —                |                                     |
| 1937             | Walter Lohmann        | Adolf Schön            | Georg Stach            | Olympia          |                                     |
| 1938             | Walter Lohmann        | Henri Lemoine          | Toni Merkens           | Olympia          | 100 km                              |
| 1938             | Walter Lohmann        | Adolf Schön            | Henri Lemoine          | -                | 100 km                              |
| 1939             | —                     | —                      | —                      | —                |                                     |
| 1940             | —                     | —                      | —                      | —                |                                     |
| 1941             | —                     | —                      | Alfredo Bovet          | —                |                                     |
| 1942             | Aad Van Amsterdam     | Otto Weckerling        | Mogens Danholt         | Deutschlandhalle | Petite Roue - 25 km                 |
| 1942             | Walter Lohmann        | Hoffmann               | Adolf Schön            | Deutschlandhalle | Grande Roue - 30 km                 |